# Synagoga w Trenczynie
Synagoga w Trenczynie (słow. Synagóga v Trenčíne) – synagoga znajdująca się w Trenczynie na Słowacji, przy placu Ľ. Štúra.
Synagoga została zbudowana w 1912 roku na miejscu starszej synagogi, w stylu łączącym eklektyzm, secesję oraz styl bizantyjski. Projekt wykonali architekci Richard Scheibner oraz Hugo Pál. Podczas II wojny światowej synagoga uległa znacznemu zniszczeniu. Po zakończeniu wojny przystąpiono do odbudowy synagogi, dzięki której odzyskała swój dawny blask. Była najprawdopodobniej jedyną słowacką bożnicą odbudowaną po zniszczeniach wojennych. Obecnie znajduje się w niej sala wystawowa.
Dawniej jak i do dziś synagoga jest jednym z najbardziej charakterystycznych i najbardziej oryginalnych budynków w mieście. Jej najbardziej charakterystycznymi elementami są liczne kopuły z największą na czele. Na fasadzie głównej znajduje się tablica upamiętniająca dawne przeznaczenie budynku.
W jednym z mniejszych pomieszczeń budynku znajduje się mała sala modlitewna lokalnej wspólnoty żydowskiej.